# بلیتا مورنو
بلیتا مورِنو (انگلیسی: Belita Moreno؛ زادهٔ ۱ نوامبر ۱۹۴۹) بازیگر اهل ایالات متحده آمریکا است. وی از سال ۱۹۷۷ میلادی تاکنون مشغول فعالیت بوده‌است.
از فیلم‌ها یا برنامه‌های تلویزیونی که وی در آن نقش داشته‌است، می‌توان به تهدید فوری و آشکار، سه زن، یک عروسی، دفترچه خاطرات یک بی‌عرضه،  حرف، حرف رودریکه، فردیناند، لو گرانت، جادوگران محله ویورلی، گراس پوینت بلنک، شیفت بعدازظهر، مردان ترک نمی‌کنند، مامان جون و مرد خانواده اشاره کرد.